# Krista Vansant
Krista Vansant (Whittier, 31 marzo 1993) è un'allenatrice di pallavolo ed ex pallavolista statunitense, di ruolo schiacciatrice, assistente allenatrice della Illinois.

## Carriera

### Giocatrice

#### Club
La carriera di Krista Vansant inizia nei tornei scolastici californiani, ai quali partecipa con la Redlands East Valley HS. Al termine delle scuole superiori gioca a livello universitario, entrando a far parte della squadra della Washington, con cui prende parte alla NCAA Division I dal 2011 al 2014: raccoglie diversi riconoscimenti individuali, tra i quali spicca quello di National Player of the Year ricevuto nel 2013, quando con le Huskies si spinge fino alla Final Four, uscendo di scena alle semifinali.
Nella stagione 2015-16 inizia la carriera professionistica in Svizzera, giocando nella Lega Nazionale A col Volero Zurigo: dopo essersi aggiudicata la coppa nazionale e lo scudetto, annuncia il proprio ritiro dalla pallavolo.

#### Nazionale
Nel 2015 riceve le prime convocazioni nella nazionale statunitense, esordendo in occasione della Coppa panamericana, dove vince la medaglia d'oro e riceve i premi di MVP e miglior schiacciatrice del torneo, per poi aggiudicarsi altri due ori ai XVII Giochi panamericani, dove riceve un altro premio di miglior schiacciatrice, e al campionato nordamericano 2015.

### Allenatrice
Nel 2016 ritorna alla Washington, ricoprendo per due anni un ruolo amministrativo nello staff di Keegan Cook. Viene quindi ingaggiata nel gennaio 2018 come assistente allenatrice dalla Indiana, entrando a far parte dello staff di Steve Aird, dove resta per quattro annate. Nel 2022 viene annunciato il suo trasferimento alla Illinois nelle vesti di assistente allenatrice di Christopher Tamas.

## Palmarès

### Club
- Campionato svizzero: 1

2015-16
- Coppa di Svizzera: 1

2015-16

### Nazionale (competizioni minori)
- Coppa panamericana 2015
- Giochi panamericani 2015

### Premi individuali
- 2012 - All-America Second Team
- 2013 - All-America First Team
- 2013 - National Player of the Year
- 2013 - NCAA Division I: Los Angeles Regional MVP
- 2013 - NCAA Division I: Seattle National All-Tournament Team
- 2014 - All-America First Team
- 2015 - Coppa panamericana: MVP
- 2015 - Coppa panamericana: Miglior schiacciatrice
- 2015 - XVII Giochi panamericani: Miglior schiacciatrice